# Comuna Cozmeni, Harghita
Cozmeni (în maghiară: Csikkozmás) este o comună în județul Harghita, Transilvania, România, formată din satele Cozmeni (reședința) și Lăzărești.

## Așezare
Comuna Cozmeni este situată în Depresiunea Ciucului, la limita sudică a județului Harghita cu județul Covasna, având ca vecini: în est comuna Plăieși de Jos, în vest Tușnad, în nord Sânmartin iar în sud comunele Malnaș și Turia.

## Demografie
Componența etnică a comunei Cozmeni
     Maghiari (87,67%)
     Alte etnii (1,51%)
     Necunoscută (10,82%)
Componența confesională a comunei Cozmeni
     Romano-catolici (87,34%)
     Alte religii (1,55%)
     Necunoscută (11,11%)
Conform recensământului efectuat în 2021, populația comunei Cozmeni se ridică la 2.125 de locuitori, în creștere față de recensământul anterior din 2011, când fuseseră înregistrați 2.115 locuitori. Majoritatea locuitorilor sunt maghiari (87,67%), iar pentru 10,82% nu se cunoaște apartenența etnică. Din punct de vedere confesional, majoritatea locuitorilor sunt romano-catolici (87,34%), iar pentru 11,11% nu se cunoaște apartenența confesională.

## Politică și administrație
Comuna Cozmeni este administrată de un primar și un consiliu local compus din 11 consilieri. Primarul, László Szántó[*], de la Uniunea Democrată Maghiară din România, este în funcție din 2016. Începând cu alegerile locale din 2024, consiliul local are următoarea componență pe partide politice:
|  | Partid                                 | Consilieri | Componența Consiliului | Componența Consiliului | Componența Consiliului | Componența Consiliului | Componența Consiliului | Componența Consiliului | Componența Consiliului | Componența Consiliului | Componența Consiliului | Componența Consiliului | Componența Consiliului |
|  | -------------------------------------- | ---------- | ---------------------- | ---------------------- | ---------------------- | ---------------------- | ---------------------- | ---------------------- | ---------------------- | ---------------------- | ---------------------- | ---------------------- | ---------------------- |
|  | Uniunea Democrată Maghiară din România | 11         |                        |                        |                        |                        |                        |                        |                        |                        |                        |                        |                        |

## Scurt istoric
Săpăturile arheologice făcute de-a lungul timpului pe teritoriul celor două sate ce aparțin actualei aduc dovada unor locuiri încă din cele mai vechi timpuri, astfel în satul Cozmeni s-a descoperit o așezare neolitică si urme ale unei așezari datate în Hallstatt. În partea estică a satului s-au găsit fragmente de vase aparținând culturii Wietenberg și un chiup dacic de culoare cenușie datat în sec. I î.d.Hr.-I d.Hr.
De pe teritoriul acestui sat mai provin: depozite de limonit, fragmente de zgură de la ateliere de reducere a minereului de fier din perioada dacică; fragmente ceramice, fragmente de cahlă și un colț de mistreț din epoca medievală, o drahmă Dyrrhachium și o cristelniță din secolul al XIII-lea.
Pe valea "Nyípatak", pe terasa nordică a satului Lăzărești, s-au găsit fragmente ceramice și un toporaș de piatră din epoca bronzului; lângă fostul conac Petki s-au descoperit fragmente de cahle atribuite evului mediu iar în locul numit "Várhegy" au fost semnalate urmele unei cetăți medievale

## Economie
Economia comunei este bazată pe activități în domeniul comerțului, agroturismului, agriculturii prin cultivarea cartofului, creșterea animalelor și exploatarea fânețelor.

## Monumente istorice

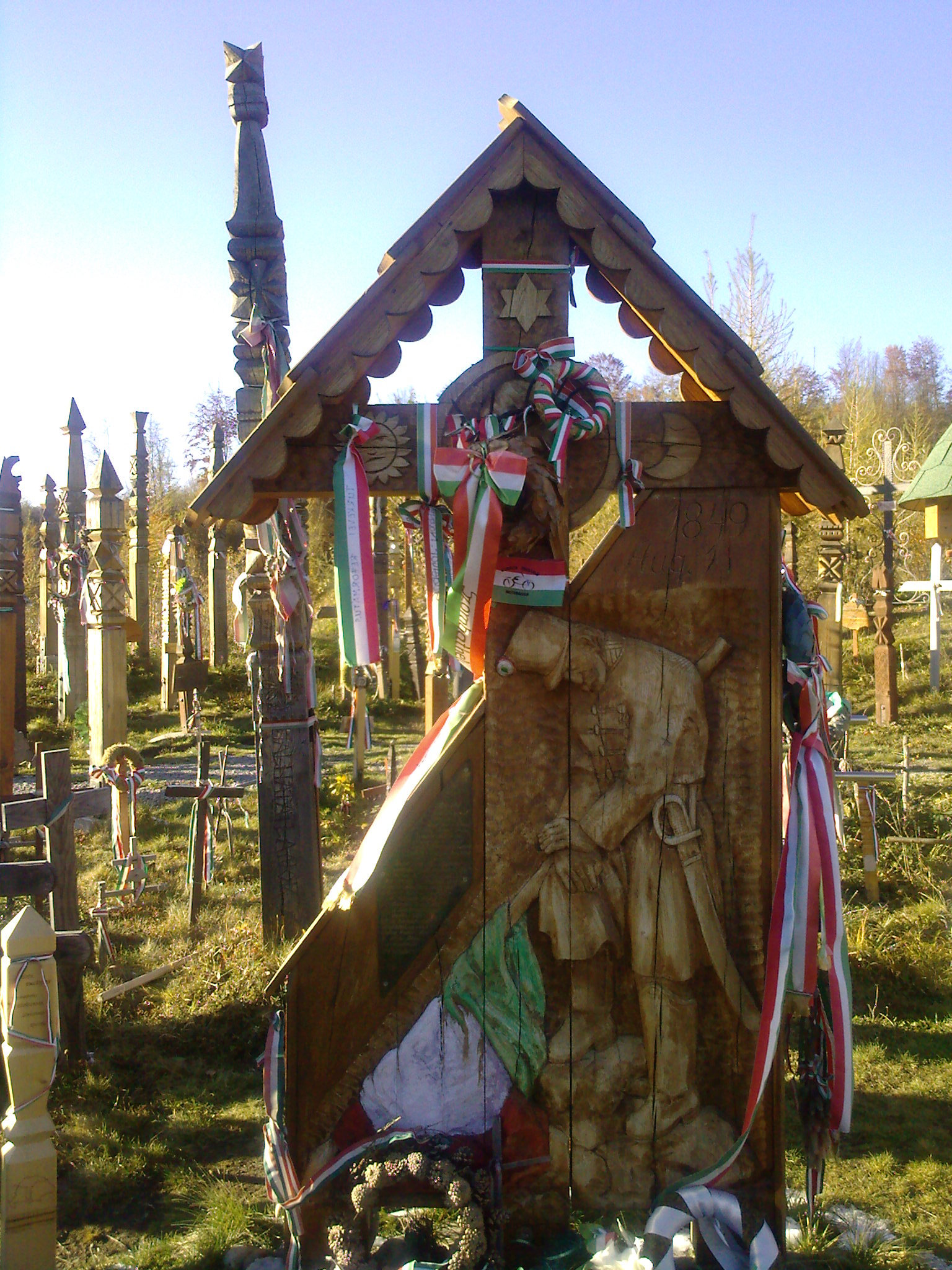
Monument memorial, satul Cozmeni

Biserica romano-catolică

## Atracții turistice
- Biserica romano-catolică din Cozmeni, secolul al XV-lea
- Biserica greco-catolică din Lăzărești, construită în anul 1742
- Biserica romano-catolică din Lăzărești, construită în anul 1883
- Casa parohială din Cozmeni
- Conacul Miklóssy din Lăzărești
- Casa de lemn Szacs Lajos din Cozmeni construită în anul 1882
- Monumentul comemorativ al luptătorilor de la 1848-1849, Cozmeni
- Lacul Sfânta Ana
- Izvoare de apă minerală
- Băile Cozmeni

## Lăgături externe
- Băile Cozmeni